# Bernard Dacorogna
 (juin 2018).
Bernard Dacorogna, né à Alexandrie le 15 octobre 1953, est un mathématicien suisse.

## Biographie
Bernard Dacorogna naît le 15 octobre 1953 à Alexandrie en Égypte.
Il obtient sa licence en mathématiques à l'Université de Genève, sa maîtrise à l'université d'Aberdeen et son doctorat en 1980 à l'université Heriot-Watt d'Édimbourg sous la direction de John M. Ball.
Il enseigne les mathématiques à la Université Brown pendant une année puis à l'École polytechnique fédérale de Lausanne à partir de 1981 et y est nommé professeur ordinaire en 2003. Il prend sa retraite en 2018. Il est invité à donner cinq cours à l'université catholique de Louvain, comme professeur invité de la chaire de la Vallée Poussin 2018.

## Recherches
Il est spécialiste du calcul des variations et des équations aux dérivées partielles et a écrit plusieurs articles et livres, notamment Direct methods in the calculus of variations et Introduction to the calculus of variations[réf. nécessaire].
Il reçoit le prix Latsis en 1991.
En 2013, l'EPFL organise une conférence pour ses soixante ans, avec entre autres Haïm Brezis, Ivar Ekeland, Pierre-Louis Lions et Cédric Villani.

## Publications
- (en) Bernard Dacorogna, Weak continuity and weak lower semi-continuity of non linear functionals, Berlin, Heidelberg et New York, Springer-Verlag, 1982.
- (en) Bernard Dacorogna, Direct methods in the calculus of variations, New York, Springer-Verlag, 1989.
- (en) Bernard Dacorogna, Introduction to the calculus of variations, Lausanne, Presses polytechniques et universitaires romandes, 1992.
- (en) Bernard Dacorogna et Paolo Marcellini (en), Implicit partial differential equations, Boston, Birkhäuser Verlag, 1999.
- (en) Bernard Dacorogna, Gyula Csato et Olivier Kneuss, The pullback equation for differential forms, New York, Birkhäuser Verlag, 2012.